# Riesenrad

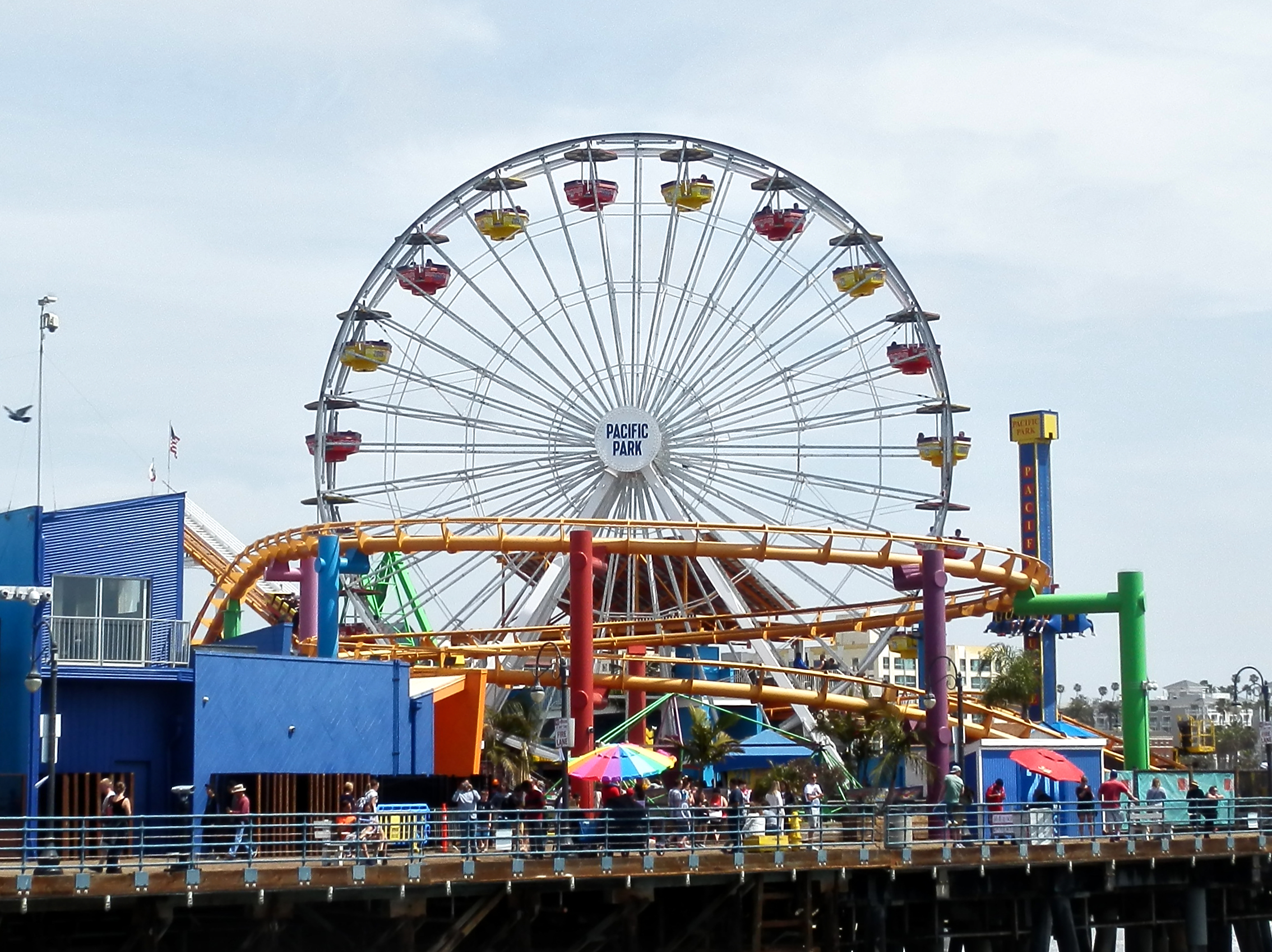
Riesenrad auf dem Santa Monica Pier im Pacific Park

Das Riesenrad ist ein radförmiges Fahrgeschäft auf Volksfesten bzw. eine stationäre Attraktion als Wahrzeichen verschiedener Städte, das Passagiere an seinem Umfang auf eine Position mit guter Aussicht hebt.

## Geschichte

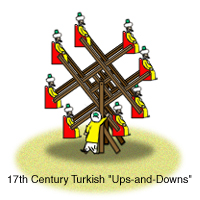
Frühes Riesenrad

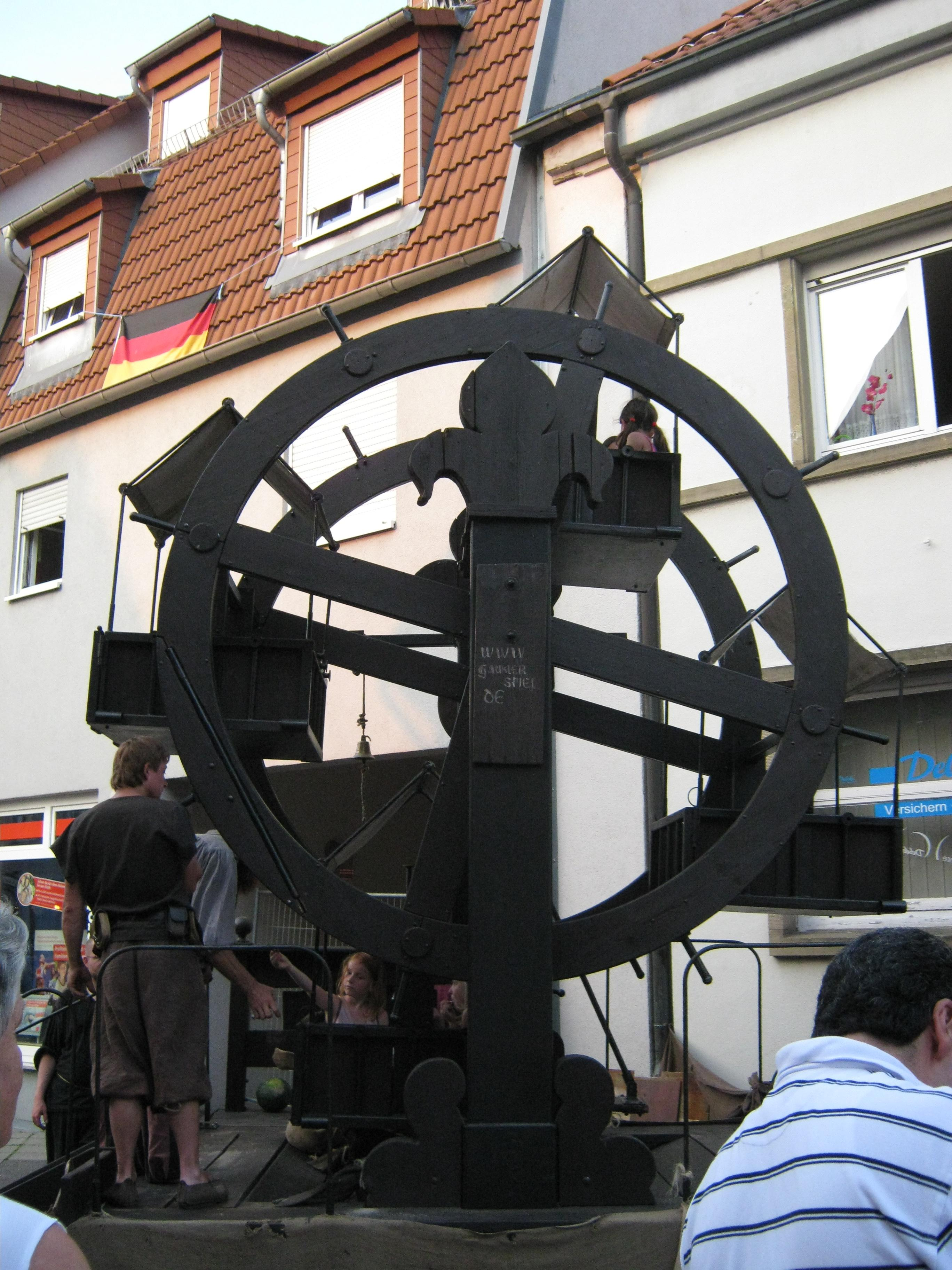
Nachbau eines handbetriebenen Riesenrads von 1600

Die älteste belegte Idee vom Riesenrad stammt aus Bulgarien. Davon berichtet der englische Reisende Peter Mundy. Am 16. Mai 1620 sah er in der Stadt Philippopolis (die heutige Stadt Plowdiw) einige Kinder, die auf dem Kreisumfang eines großen Rades kleine Sitze befestigt hatten, um sich durch sein Drehen zu amüsieren. Ähnliche Fahrten wurden später im 17. Jahrhundert auch in England gesehen.

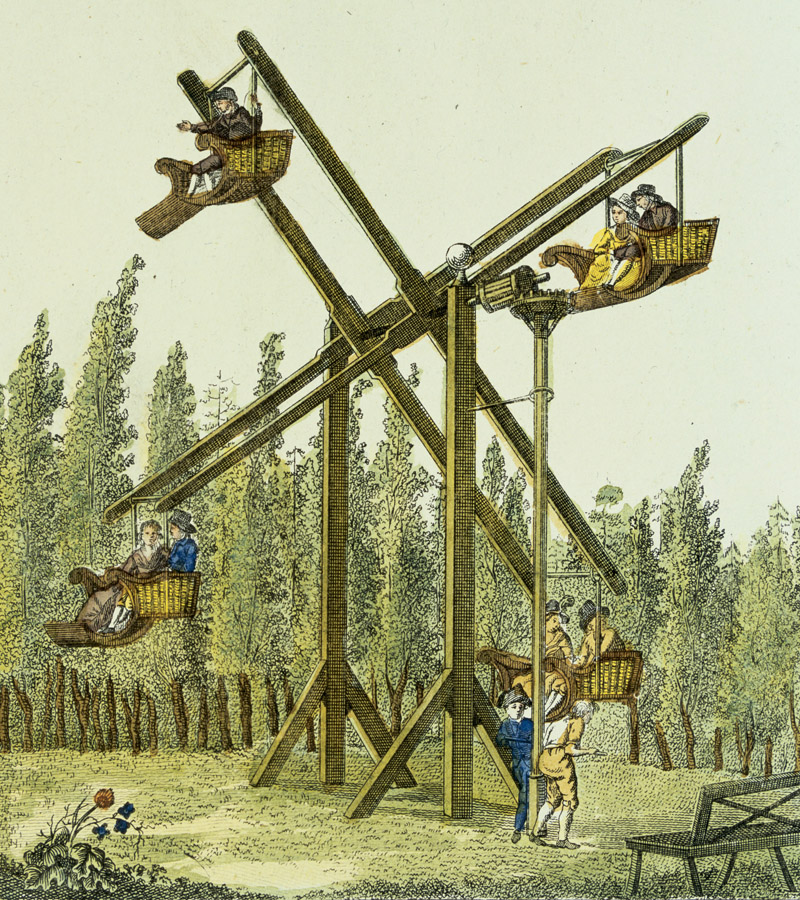
Der Niederländer Gijsbert van Laar veröffentlichte 1802 in seinem Gartenbuch „Magazin van Tuin-Sieraaden“ ein über ein Kronenradgetriebe angetriebenes Riesenrad

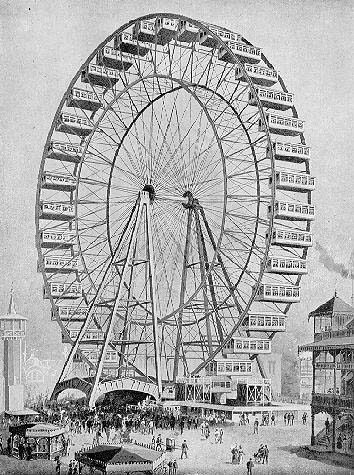
Original Ferris Wheel

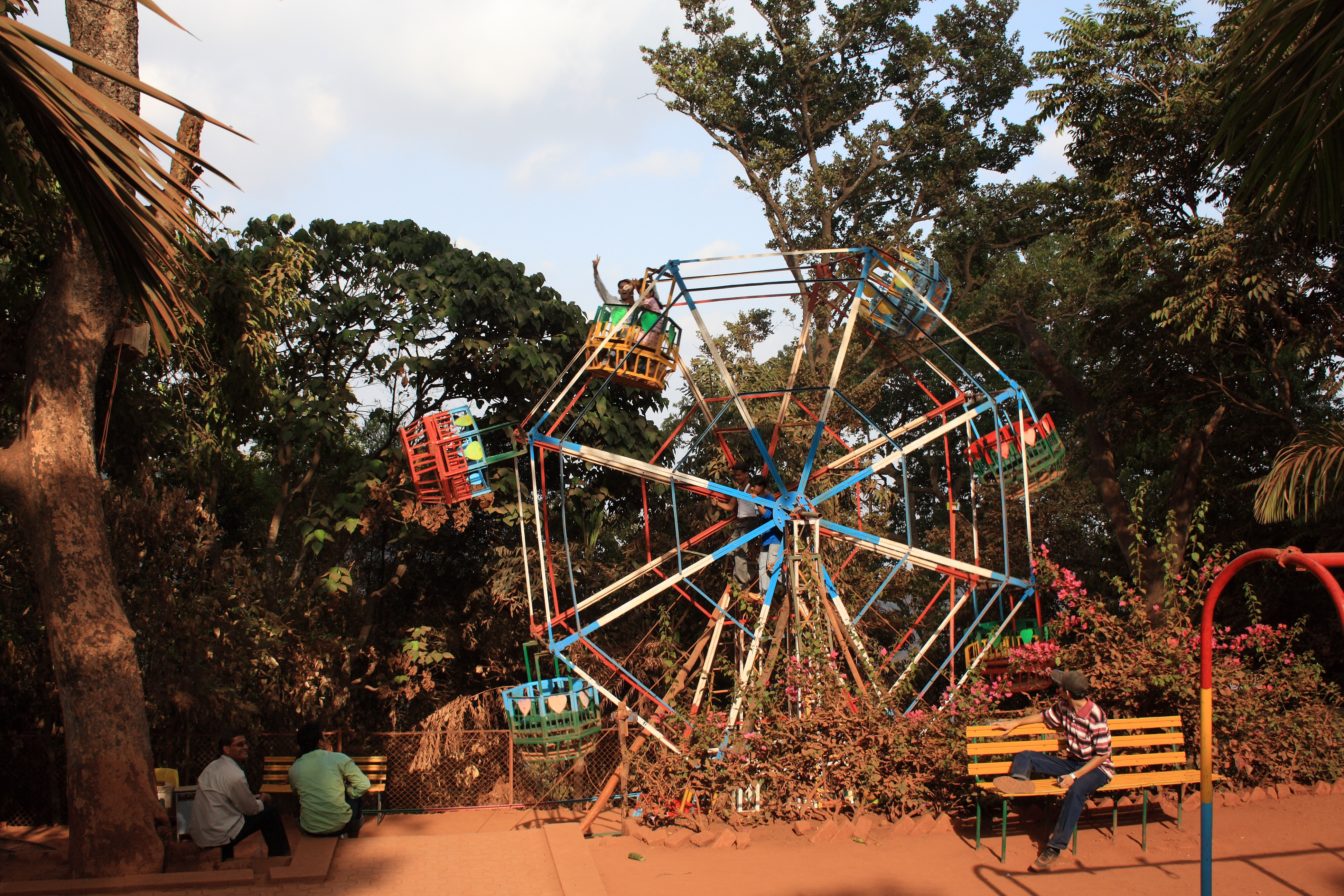
Menschengetriebenes Riesenrad in Indien. Das Personal befindet sich im Inneren an der Achse.

Das erste moderne Riesenrad der Welt wurde von George Washington Gale Ferris, Ingenieur für Eisenbahntechnik und Brückenbau aus Pittsburgh, anlässlich der Weltausstellung in Chicago 1893 erbaut. Die Veranstalter suchten etwas Originelles, Kühnes und Einzigartiges („original, daring and unique“), das den zur Weltausstellung 1889 in Paris errichteten Eiffelturm in den Schatten stellen sollte. Ferris’ Vorschlag wurde zunächst als unrealistisch abgelehnt. Seine Idee eignete sich jedoch wie keine andere, die Ingenieurskunst, den wirtschaftlichen Erfolg und die Macht der USA darzustellen, sodass er die Jury letztlich überzeugen konnte.
Das Ferris Wheel hatte eine Höhe von 80,5 Metern (264 Fuß), einen Raddurchmesser von 76,2 Metern (250 Fuß) und 36 Gondeln, in denen je 60 Personen Platz fanden. Bei der Planung erwies es sich als schwierig, das Rad so zu konstruieren, dass es leicht genug war, um von der Stützkonstruktion gehalten werden zu können. Ferris orientierte sich schließlich am Speichenprinzip der Hochräder und entwarf ein Rad, dessen Rand mit 6 cm dicken Stahlspeichen mit der Nabe verbunden ist. Ein Rad dieser Konstruktionsweise wird erst in sich stabil, wenn es geschlossen ist, weshalb für den Aufbau ein unterstützendes Gerüst benötigt wurde.
Das Riesenrad wurde am 21. Juni 1893 mit sieben Wochen Verspätung eröffnet und entwickelte sich zu einem besonderen Anziehungspunkt der Weltausstellung. In der Folgezeit wurden auch in anderen Städten Riesenräder errichtet, die neue Höhenrekorde aufstellten. Der Name „Ferris wheel“ entwickelte sich im Englischen zur allgemeinen Bezeichnung für Riesenräder.
Nach Chicago errichtete Walter B. Basset mittels der dafür gegründeten Firma „Earl's Court Great Wheel Company Limited“ 1894/1895 in London das Great Wheel, dessen Kettenantrieb einmal für einen 7-stündigen Stillstand sorgte, und 1896 eines in Blackpool, ebenfalls in England, das bis 1928 existierte, bevor 1897 das Wiener Riesenrad entstand.
Anfang des 20. Jahrhunderts hatten die Riesenräder den Reiz des Neuartigen verloren. Zu dieser Zeit wurden daher viele mangels Besuchern wieder abgerissen. Das Ferris Wheel wurde nach der Ausstellung Mitte 1894 abgebaut und bei der Weltausstellung 1904 in St. Louis wieder aufgebaut. 1906 wurde das Rad endgültig abgebrochen und verschrottet. An seiner Stelle steht heute eine Nachbildung.

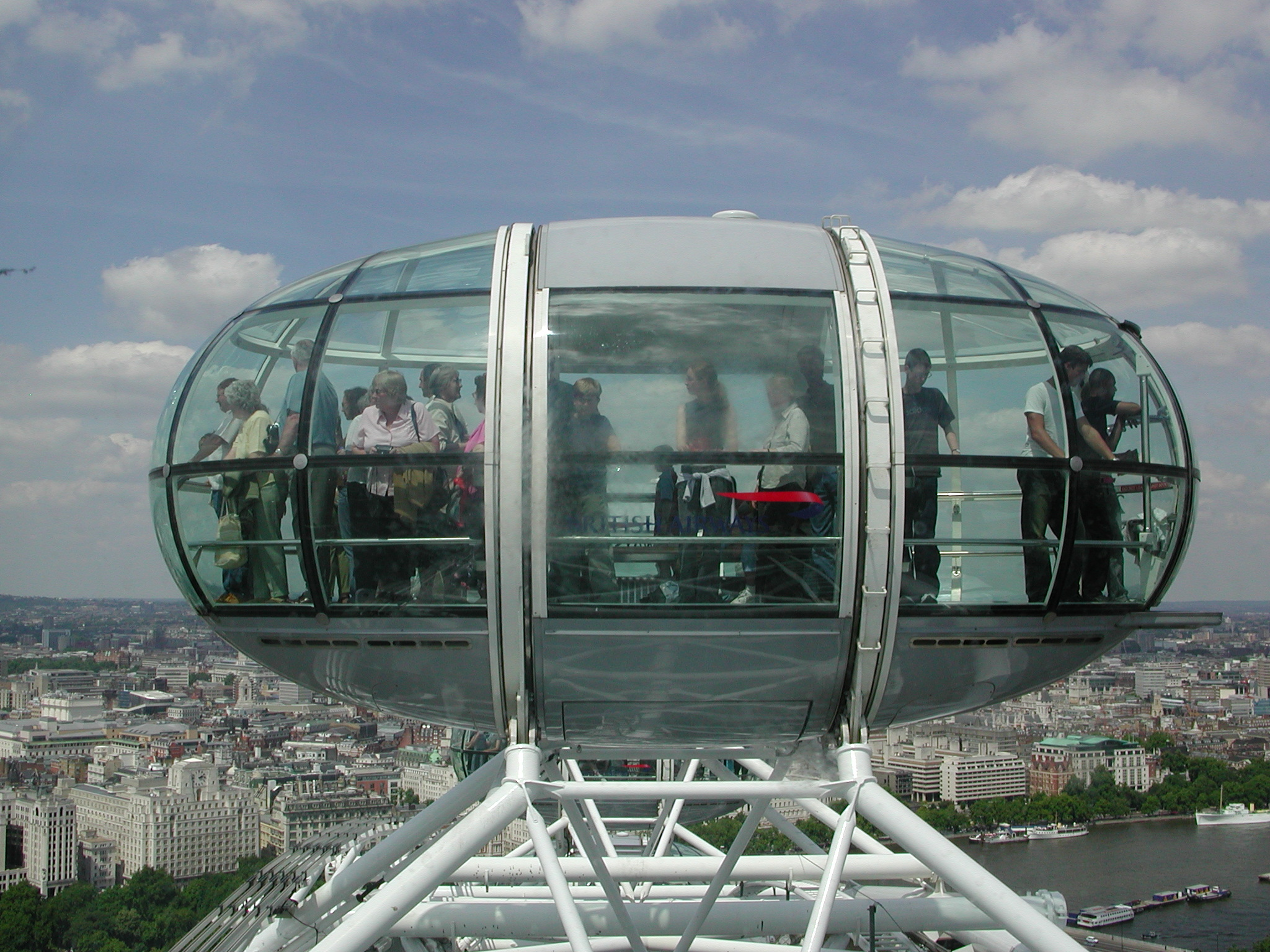
Ringlagerung einer Gondel des London Eye an der Außenseite

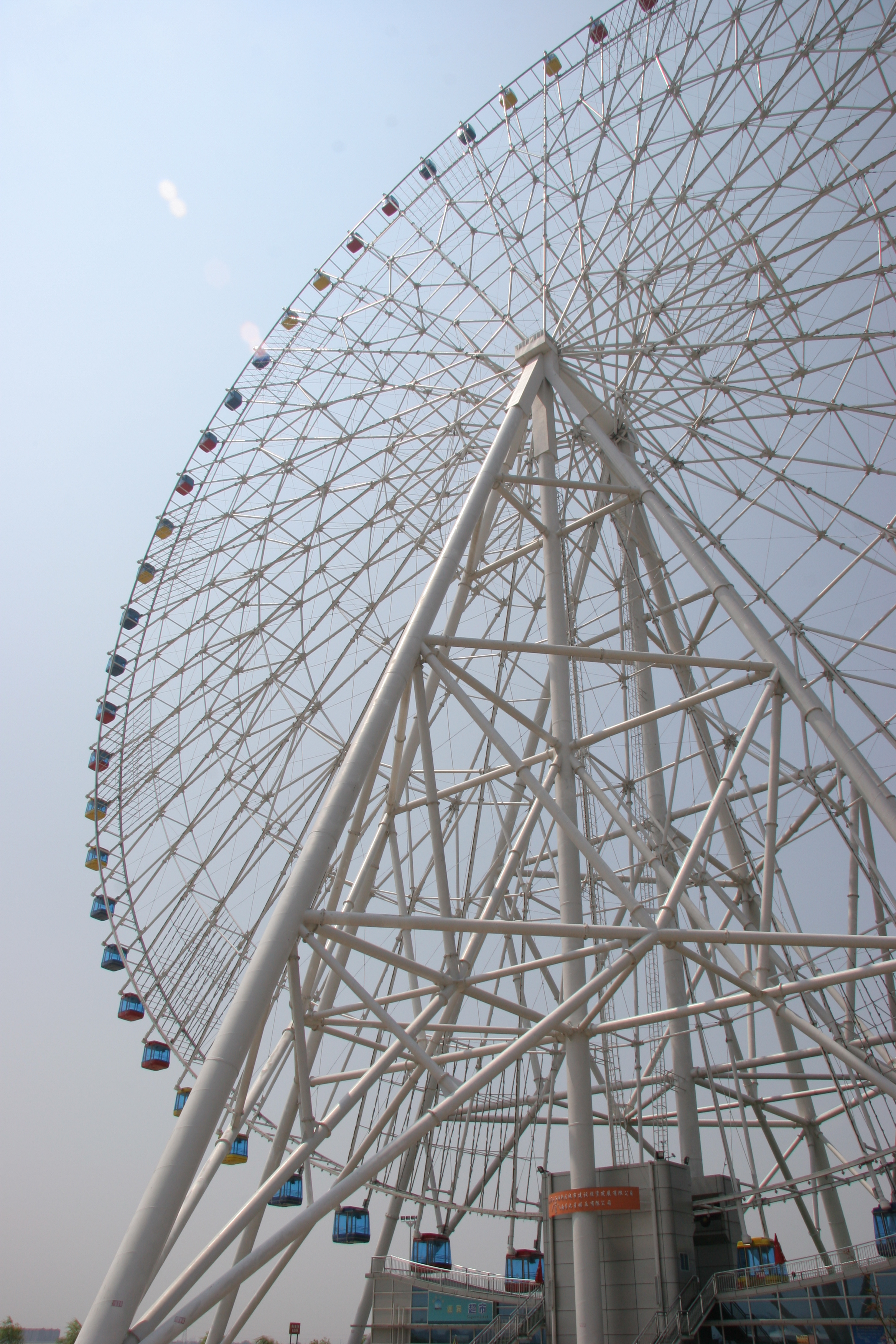
Der Stern von Nanchang

Stationäre Riesenräder erlangten 1999 mit dem Bau des London Eye anlässlich der bevorstehenden Millenniums-Feierlichkeiten neue Popularität. Das mit 135 m seinerzeit größte Riesenrad der Welt bedeutete in vielerlei Hinsicht technischen Fortschritt. Während bislang die Gondeln pendelnd im Rad aufgehängt waren, sodass vor allem in höchster Position das Rad selbst die Sicht behinderte, ist hier erstmals jede Gondel drehbar in zwei Ringen gelagert, die an der Außenseite des Rades befestigt sind. Das Rad selbst besteht aus einem starren Ring, der mit Stahlseilen an der Nabe verspannt ist. Es wird zum Einsteigen nicht angehalten, sondern dreht sich kontinuierlich.
Als höchstes Riesenrad der Welt abgelöst wurde das London Eye vom 160 m hohen Stern von Nanchang. Als Ausdruck von Wirtschaftsmacht sollte es nachts mit tausenden Lichtern leuchten und auch tagsüber weithin sichtbar sein, was eine filigrane Bauweise wie die des London Eye ausschloss. Das Rad wurde deshalb wie bei transportablen Riesenrädern als massive Stahlkonstruktion gebaut, die Platz für bis zu 7000 Lampen bietet. Da ihr größeres Gewicht die Stützkonstruktion belastet und zudem erhebliche Windlasten auftreten, ist diese massive Konstruktionsweise bei Riesenrädern dieser Größe unüblich.
Der Singapore Flyer wurde bei seiner Eröffnung im Jahr 2008 das größte Riesenrad der Welt. Das Riesenrad ist 165 m hoch und die Technik ist ähnlich zum London Eye.
Abgelöst wurde der Singapore Flyer im April 2014 vom 158 m messenden The High Roller in Las Vegas. Auch bei diesem Riesenrad sind die Gondeln außen angebracht.
Das Ain Dubai in Dubai mit einem Durchmesser von 250 m hat seit 2021 den Rekord als größtes Riesenrad der Welt inne.

## Prinzip
Riesenräder sind Konstruktionen aus Stahl, die im Regelfall aus vier schräggestellten Stützen bestehen, die an einer nichtangetriebenen Radnabe zusammenlaufen. Bei kleineren Riesenrädern wurden auch Konstruktionen mit einer einzigen Stütze, wie im Böhmischen Prater, realisiert.

### Antrieb
Bei modernen Riesenrädern erfolgt der Antrieb durch Elektromotoren, die rechts und links des Einstiegsbereichs angeordnet sind und mit Reibrädern auf die äußere Seite des Rades wirken.
Bei älteren Riesenrädern sind Seilschlaufen (anfangs Ankerketten) um die Außenseite der Riesenradkonstruktion geführt und durch Zuggewichte gespannt. Motoren (anfangs Dampfmaschinen) treiben die Seilschlaufen an, die dann die Drehbewegung auf das Riesenrad übertragen.
Vor allem in Entwicklungsländern finden sich noch heute – teilweise mangels Stromversorgung – von Muskelkraft betriebene Riesenräder.

### Stationäre Riesenräder
Bei stationären Riesenrädern werden das Erdreich ausgeschachtet und die Fundamente in den Boden betoniert. Um das Gewicht des Rades zu minimieren, wird der äußere Ring bei besonders großen Riesenrädern mit Stahlseilen mit der Nabe verbunden. Da ein so konstruiertes Rad erst geschlossen in sich stabil wird, ist der Aufbau schwierig. Beim Ferris Wheel wurde ein Gerüst für den oberen Teil des Rades aufgebaut, das Rad des London Eye wurde auf schwimmenden Plattformen in der Themse liegend montiert und dann mit einem Kran aufgerichtet. Der Singapore Flyer wurde zunächst mit biegesteifen Speichen stabilisiert, die wieder entfernt wurden, nachdem das Rad geschlossen war. Mit dieser Technik sind Höhen von über 200 Metern möglich.

### Transportable Riesenräder

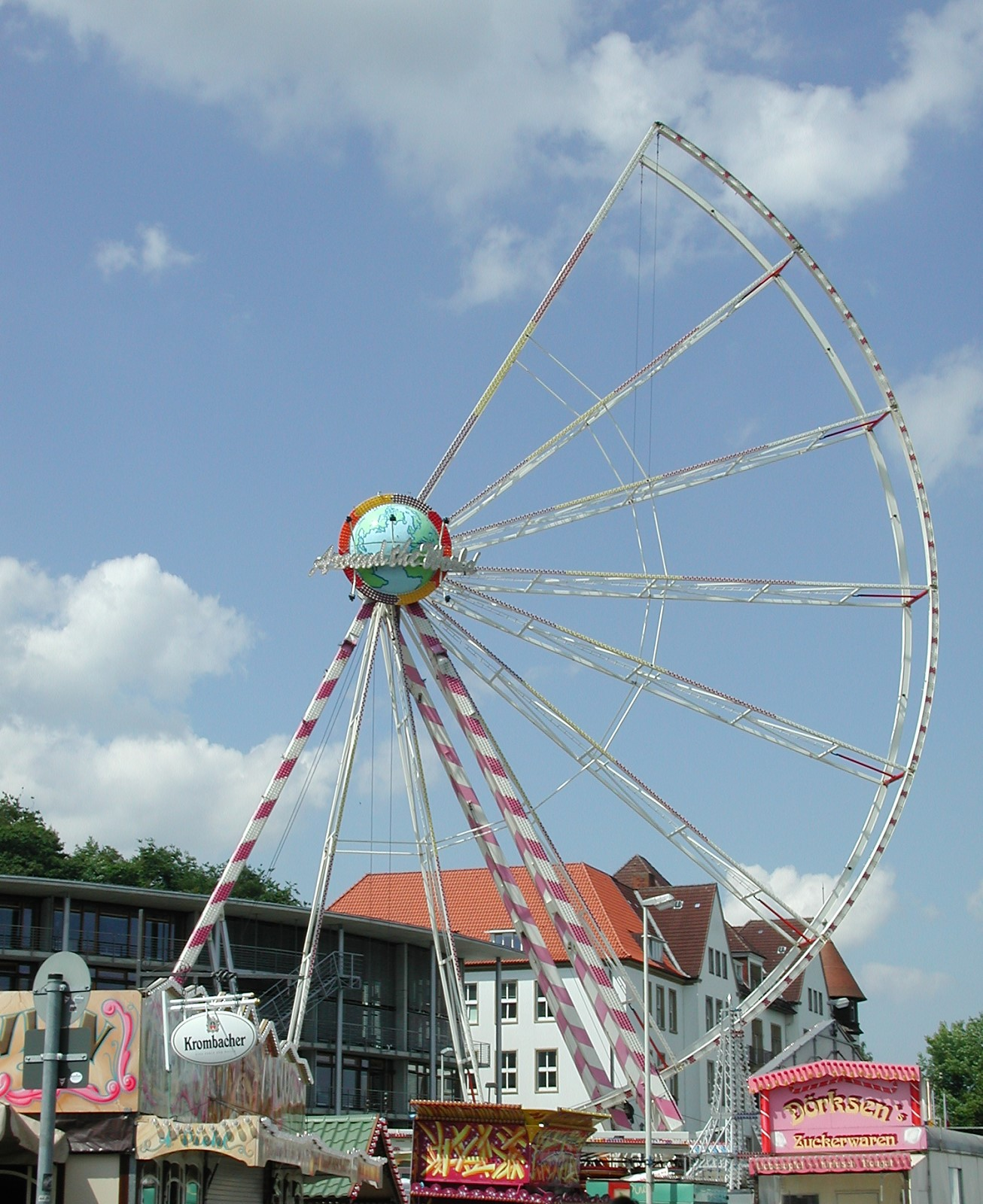
Around the world beim Aufbau

Bei transportablen Riesenrädern wird der äußere Ring mit massiven Speichen mit der Nabe verbunden. Diese Konstruktionsweise ermöglicht es, das Rad am unteren Ende um einen Radabschnitt zu erweitern, es dann weiterzudrehen und den Vorgang zu wiederholen, bis das Rad vollständig aufgebaut ist.

#### Mit Fundamentsohle
Bei diesem Typ wird zunächst eine Fundamentsohle errichtet und mit Ballastgewichten aus Beton oder mit Wassertanks beschwert. Auf dieser Sohle wird das Riesenrad gebaut. Gesamthöhen bis zu 60 Metern sind möglich. Der Aufbau dauert drei bis vier Tage. Ein großer Autokran ist zwingend erforderlich.

#### Auf Transportanhängern
Die drei Transportanhänger werden zunächst nebeneinander aufgestellt und fest miteinander verbunden. Mittels Hydraulik können die vier Stützen ohne fremde Hilfe aufgerichtet werden. Die Nabe wird durch einen Kran aufgesetzt. Der Aufbau ist in ein bis zwei Tagen möglich. Gesamthöhen bis zu 40 Metern sind realisierbar. Bei einer Version mit vier Transportanhängern (jeder wiegt 55 Tonnen) ist eine Höhe von 50 Metern erreichbar.

## Existierende Riesenräder

### Stationär

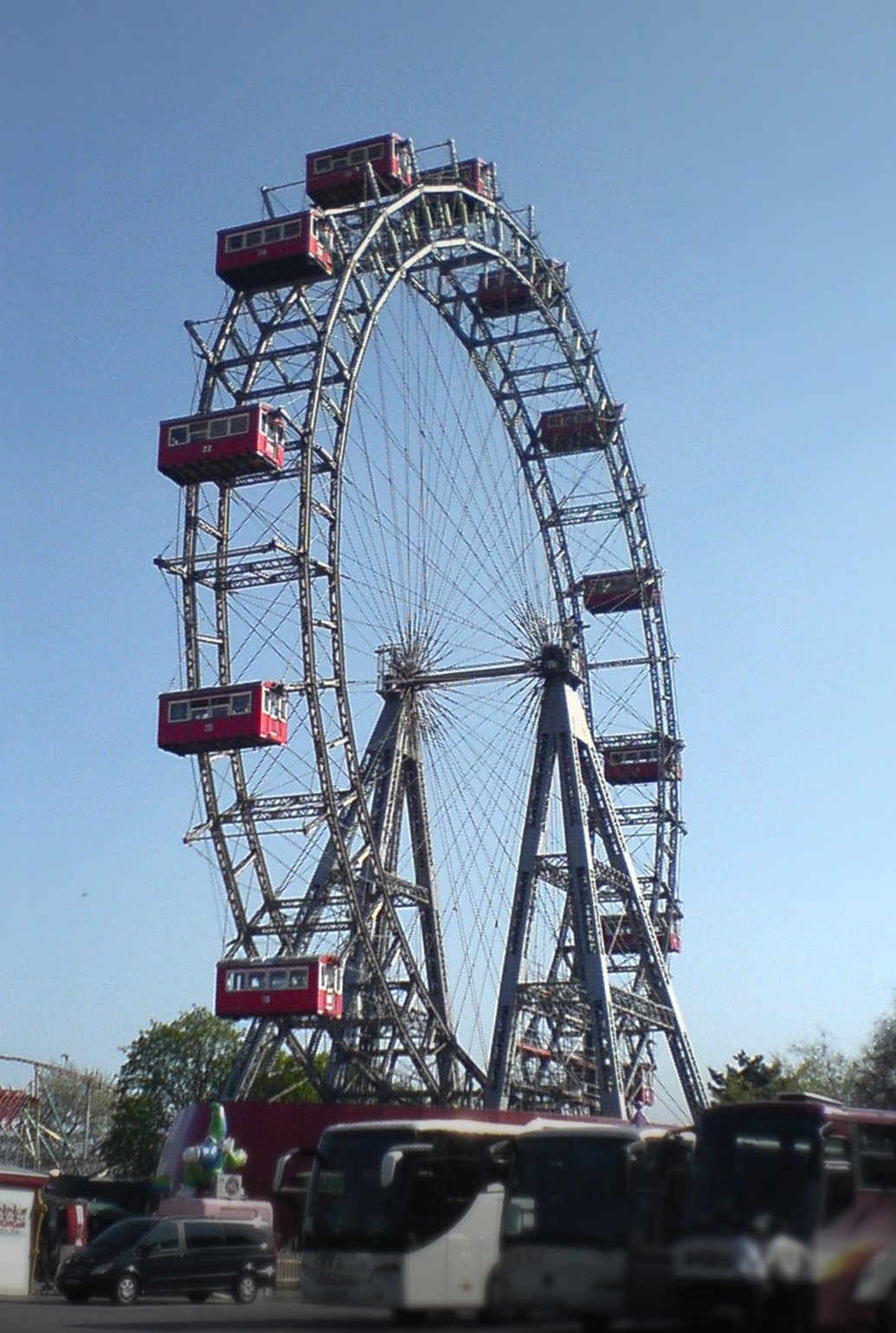
Wiener Riesenrad, mit 15 Gondeln, die in Wien Waggons genannt werden (2007)

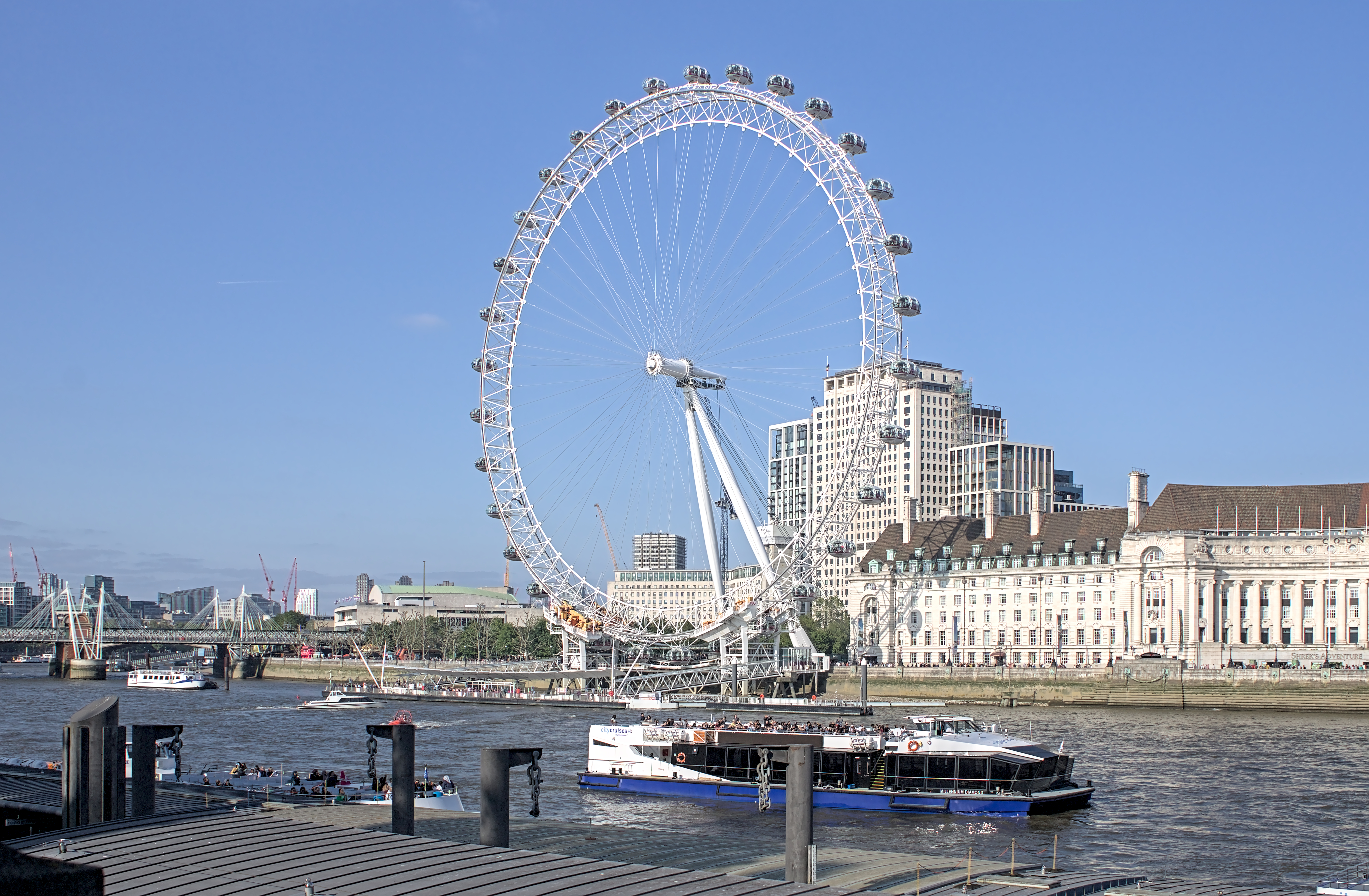
London Eye

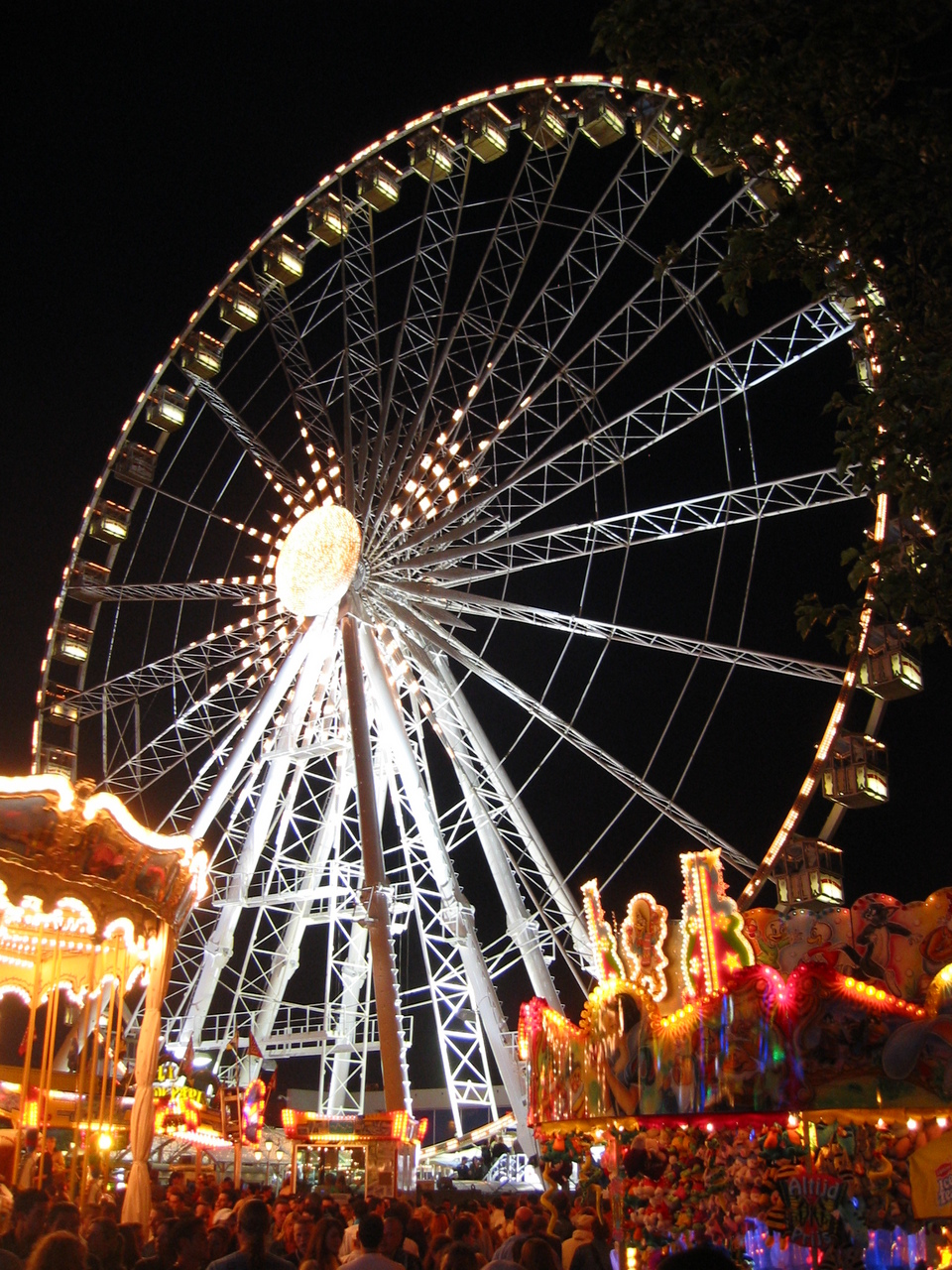
Roue de Paris

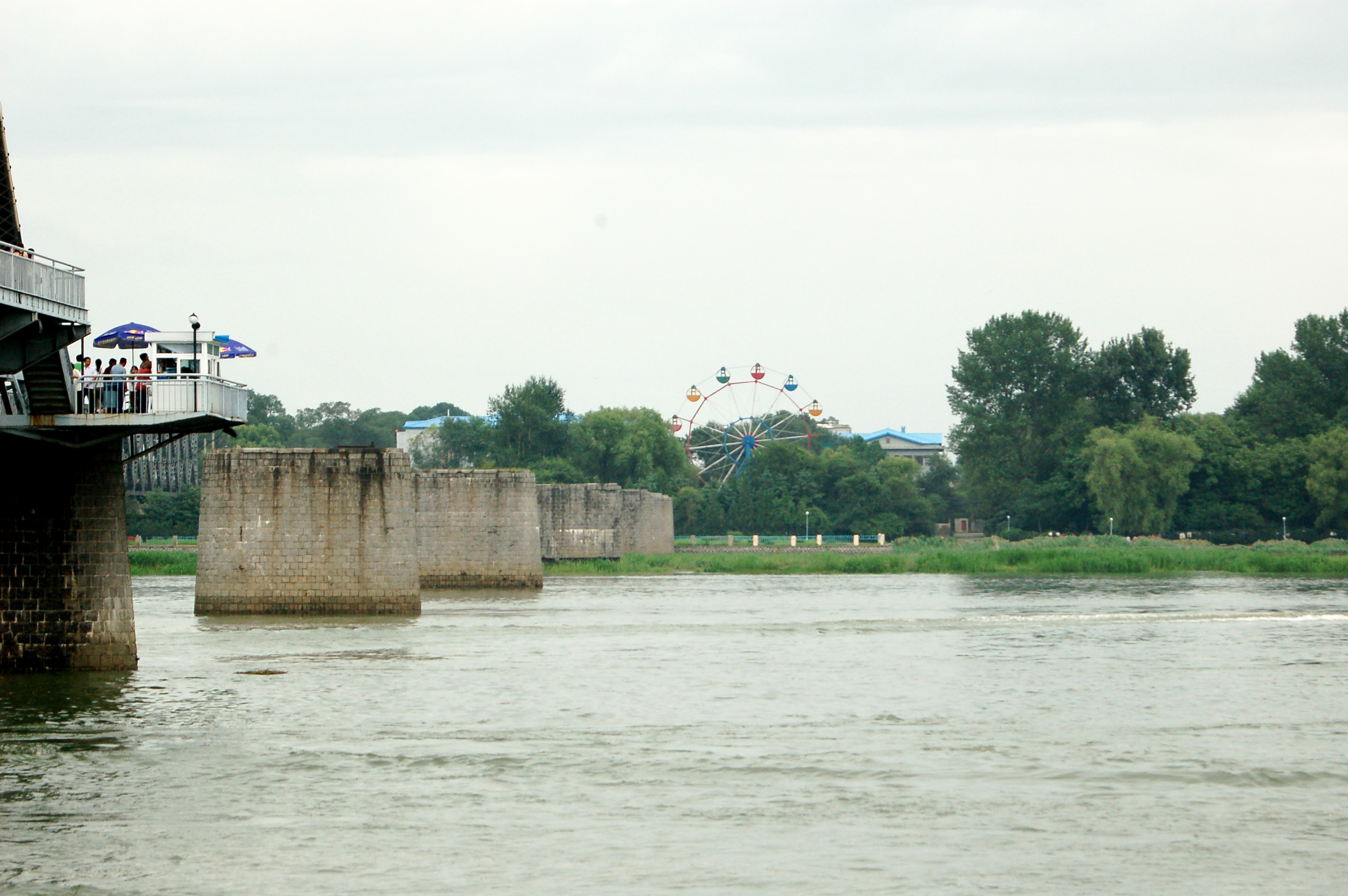
Blick nach Sinŭiju, Nordkorea (2008)

Ein bekanntes Riesenrad ist das Wiener Riesenrad im Wiener Prater. Es wurde 1897 zum 50. Thronjubiläum Kaiser Franz Josefs I. erbaut. Die Gesamthöhe beträgt 64,75 m bei einem Raddurchmesser von 60,96 m. Die Stahlkonstruktion hat ein Gewicht von 430 t, wobei das Rad 245 t wiegt. Die Drehgeschwindigkeit ist mit 2,7 km/h eher niedrig, Ein- und Aussteigen einzelner Personen während des Drehvorgangs wäre möglich. Im Jahr 1916 wurde eine Abbruchgenehmigung erteilt, die man aus Geldmangel jedoch nicht in Anspruch nahm. 1944 (im Zweiten Weltkrieg) wurde das Riesenrad durch einen Brand zerstört und ab 1945 wieder aufgebaut, wobei die Anzahl der Waggons von 30 auf 15 reduziert wurde. Die Wiederinbetriebnahme erfolgte 1947. Im Jahr 1961 erwarb Karl Lamac das Riesenrad.
In Berlin gibt es im Spreepark ein 45 Meter im Durchmesser messendes Riesenrad, das allerdings seit 2002 außer Betrieb ist und derzeit saniert wird.
Das Riesenrad mit dem höchsten Standort in Europa ist ebenfalls in Deutschland zu finden. Es befindet sich im Freizeitpark Traumland auf der Bärenhöhle.
Das London Eye liegt direkt an der Themse in London und ist mit 135 Meter (443 Fuß) derzeit das größte Riesenrad Europas. Es wird jährlich von 3,5 Millionen Besuchern frequentiert.
Das Roue de Paris ist eigentlich ein transportables Riesenrad. Es wurde zu den Millenniums-Feierlichkeiten in Paris errichtet und danach drei Jahre lang dort betrieben. Es handelt sich um ein 56 Meter hohes Rad, das kein permanentes Fundament benötigt, da 40.000 Liter Wasser als Ballast dienen. Nach der Demontage in Paris wurde es in Birmingham von November 2003 bis Februar 2004 betrieben. Im Dezember 2004 drehte sich das Roue de Paris auf dem Weihnachtsmarkt in Manchester. Anfang 2005 wurde das Rad von der Firma World Tourist Attractions Ltd. an Magic Fair Attractions B.V./Starlex Entertainment B.V., Eindhoven verkauft. Nach kurzer Verwendung auf der World Town Fair in Sittard-Geleen wurde es in den Sommermonaten 2005 auf der Museumsinsel in Amsterdam betrieben. Seit Januar 2006 steht es auf dem Night Bazaar in Bangkok.
In der ukrainischen Stadt Prypjat wurde anlässlich der Mai-Feierlichkeiten 1986 ein Riesenrad aufgebaut. Als nach der Katastrophe von Tschernobyl die Stadt Prypjat evakuiert wurde, wurde auch das Riesenrad stehen gelassen – unbenutzt. Das heute total verrostete Riesenrad steht immer noch am ehemaligen Prypjater Festplatz und wird heute oft mit der Geisterstadt Prypjat und Tschernobyl in Verbindung gebracht.
In Japan gibt es vier Riesenräder mit Höhen über 100 m. Das Tempozan Harbor Village Ferris Wheel wurde am 12. Juli 1997 in Osaka eröffnet. Es hat eine Gesamthöhe von 112,5 m und einen Durchmesser von 100 m. Das Palette Town Ferris Wheel wurde 1999 in Odaiba gebaut. Die Höhe beträgt 115 m, es hat ebenfalls ein 100-m-Rad. Mit einer Gesamthöhe von 120 m und einem Raddurchmesser von 112 m wurde das Sky Dream Fukuoka im Jahre 2002 erbaut. Das vierte Rad ist das 2005 errichtete Diamond and Flower Ferris wheel im Kasai Rinkai Park im Osten Tokios. Es hat eine Höhe von 117 m und ein 111-m-Rad.
Das viertgrößte Riesenrad der Welt, der Stern von Nanchang, wurde am 4. Januar 2006 in Nanchang in China eingeweiht. Bei einer Höhe von 160 Metern und 153 Metern Durchmesser dauert eine volle Umdrehung eine halbe Stunde.
In der nordkoreanischen Stadt Sinŭiju, direkt an der Flussgrenze zu Dandong in China, steht zumindest seit 2008 ein Riesenrad, das jedoch niemals gelaufen ist. Es steht in Verlängerung der Broken Bridge, die einen Aussichtspunkt an der Flussmitte und Staatsgrenze trägt, und ist vom chinesischen Ufer und von der ein Stück flussaufwärts gelegenen Freundschaftsbrücke gut sichtbar. Seine Basis ist hinter Bäumen verborgen, doch es kann auf 35 m Höhe geschätzt werden und wurde vermutlich zu Propagandazwecken gebaut.
In der Fassade des Batumi Tower wurde bei seiner Fertigstellung im Jahr 2012 ein Riesenrad integriert.
Der Singapore Flyer in Singapur war seit seiner Eröffnung am 1. März 2008 bis zum 1. April 2014 mit einer Höhe von 165 Metern und 150 Metern Durchmesser das größte Riesenrad der Welt. Es entstand direkt an den Ufern der Marina Bay, ausgerüstet mit 28 voll klimatisierten Kabinen, die einen Blick über den Stadtstaat Singapur und die benachbarte Insel Sumatra sowie die Südspitze Malaysias ermöglichen. Das Riesenrad wird in ein kreisförmiges, dreigeschossiges Terminalgebäude integriert, das einen voll klimatisierten Zugang zu den Kabinen von zwei Seiten ermöglicht. Die Baukosten belaufen sich auf etwa 84 Millionen Euro.
Am 1. April 2014 eröffnete der High Roller im Vergnügungskomplex The LINQ in Las Vegas, Nevada. Mit 167,6 Metern Höhe und einem Durchmesser von 158,5 Metern war es das größte Riesenrad der Welt.
Am 21. Oktober 2021 eröffnete das Ain Dubai in Dubai, Vereinigte Arabische Emirate. Mit einer Höhe von 260 Metern und einem Durchmesser von 250 Metern ist es das mit Abstand größte Riesenrad der Welt. Es ist mehr als 80 Meter höher als der High Roller in Las Vegas. Das Ain Dubai steht auf der künstlich aufgeschütteten Insel Bluewaters Island, die vor der Küste gegenüber dem Hochhausareal Jumeirah Beach Residence des Stadtteils Dubai Marina liegt. Ursprünglich sollte das Ain Dubai zeitgleich mit der Expo2020 eröffnen. Mit dem 21. Oktober wurde das Geburtsdatum des Propheten Mohammed gewählt.

### Transportabel

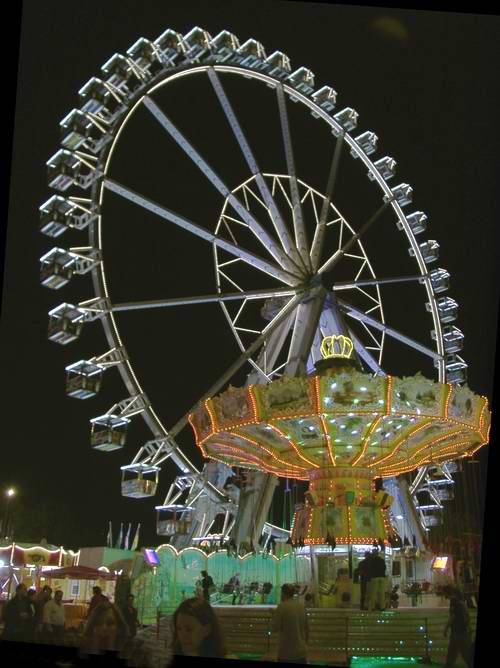
Steiger-60-Meter-Riesenrad

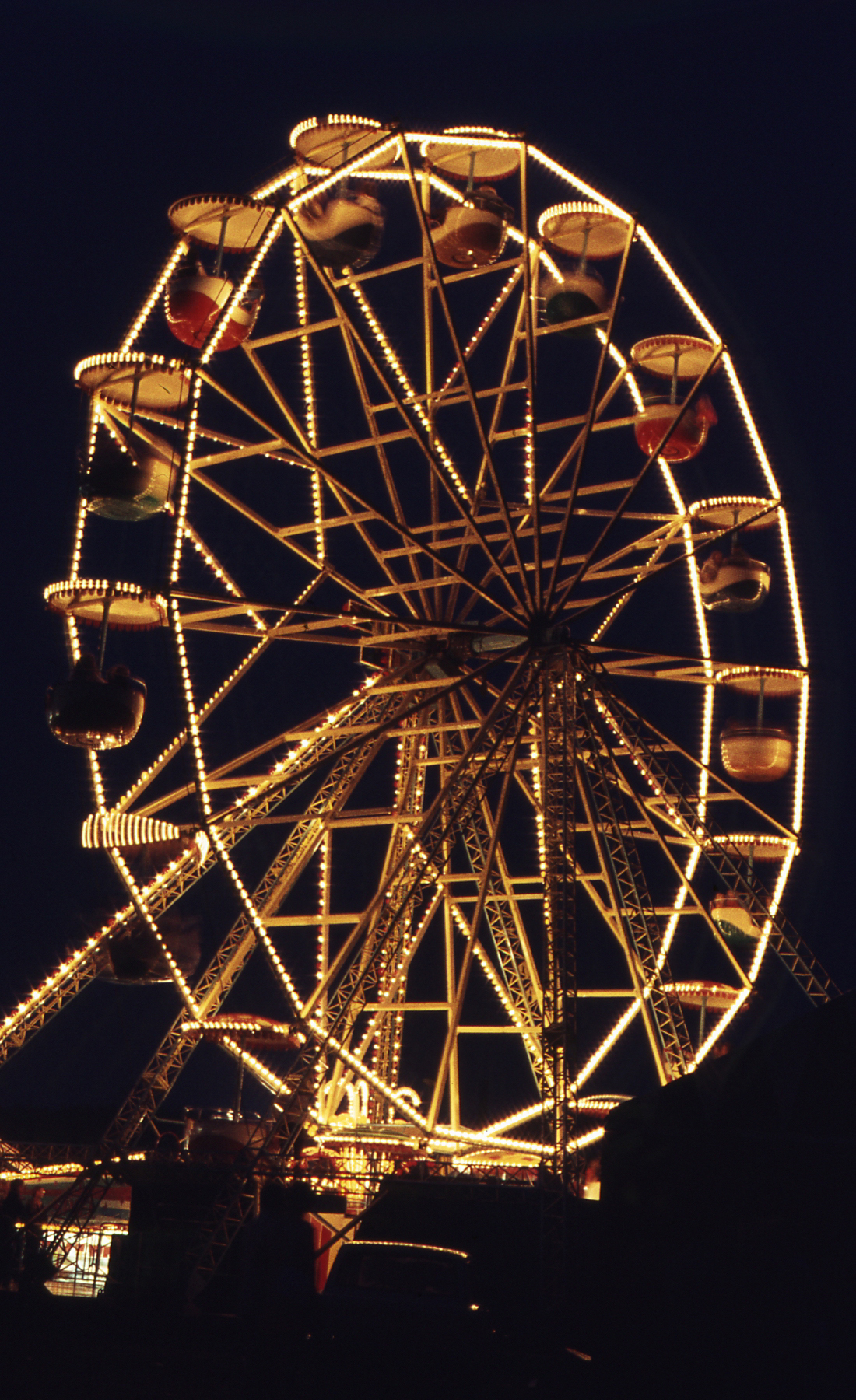
Riesenrad Deutzer Kirmes, Köln 1974

Das größte transportable Riesenrad war über viele Jahre das 60-Meter-Riesenrad der Firma Steiger aus Bad Oeynhausen. Es hat eine Höhe von 59,76 m und wiegt 450 t. Es wurde 1980 von der Firma Kocks Bremen gebaut, trägt 42 Gondeln und hatte seine Weltpremiere auf dem Schützenfest Hannover. Seit Januar 2013 war das R80 XL der Schweizer Firma Bussink mit einer Höhe von 69,8 m das größte transportable Riesenrad der Welt. Gebaut wurde es von der Münchner Firma Maurer Söhne, auf deren Betriebsgelände es im Januar 2013 zum ersten Mal in Betrieb genommen wurde. Der eigentliche Betreiber, ein Kunde aus Mexiko, wurde vorerst nicht bekannt. Seit April 2019 steht ein Riesenrad mit einer Höhe von 78 m und einem Durchmesser von 74 m, genannt Umadum (bis Juli 2020 Hi-Sky), im Münchner Werksviertel und ist damit aktuell das größte mobile Riesenrad der Welt. Das derzeit zweitgrößte mobile Riesenrad der Welt ist seit Herbst 2019 das „City Star“ Riesenrad der Firma Göbel-Worms. Laut Hersteller und Betreiber beträgt die Höhe 70 m.
Neben den bereits beschriebenen Riesenrädern gibt es nur sieben weitere Riesenräder in der 50-Meter-Klasse (Riesenräder von 50 bis 55 Meter), unter anderem:
| Name                          | Betreiber           | Ort            | Baujahr | Höhe    |
| ----------------------------- | ------------------- | -------------- | ------- | ------- |
| Star of Puebla                | ?                   | Mexiko         | 2013    | 72 m    |
| Umadum (bis Juli 2020 Hi-Sky) | Umadum GmbH         | München        | 2019    | 72 m    |
| City-Star                     | Göbel-Worms         | Worms          | 2019    | 65 m    |
| Riesenrad                     | Steiger             | Bad Oeynhausen | 1980    | 59,76 m |
| Sky Lounge Wheel              | Oscar Bruch jr.     | Düsseldorf     | 2000    | 56,70 m |
| Bellevue                      | Oscar Bruch jr.     | Düsseldorf     | 1994    | 53 m    |
| Europa-Rad                    | Willi Kipp          | Bonn           | 1992    | 53 m    |
| Wheel of Vision               | Oscar Bruch jr.     | Düsseldorf     | 2003    | 53 m    |
| Oktoberfest Riesenrad         | Heinrich Willenborg | München        | 1979    | 50 m    |
| Willenborg Riesenrad 36       | Heinrich Willenborg | München        | 1997    | 50 m    |

Um das Jahr 2000 eindrucksvoll zu begrüßen, hatte der Frankfurter Lokalsender Funk und Fernsehen Hessen (FFH) die Idee, aus zwei Autokränen und drei Riesenrädern die Zahl 2000 nachzubilden. Vom 30. Dezember 1999 bis zum 9. Januar 2000 drehten sich die Riesenräder direkt am Mainufer vor der Skyline von Frankfurt. Es handelte sich dabei um das Europa-Rad, das Jubilee-Rad der Firma Thomas Müller aus Chemnitz und das Wiener Riesenrad der Familie Kalbfleisch aus Butzbach. Die drei Riesenräder gehören mit 38 bzw. 44 Metern zwar nicht zu den größten Rädern, doch wurden hier erstmals drei Riesenräder parallel betrieben.

## Geplante oder im Bau befindliche Riesenräder
Weitere Pläne zur Errichtung solch eines Riesenrades ähnlich dem Singapore Flyer und dem London Eye gab es für Peking und Qingdao in China, für DubaiLand in Dubai und für Orlando in den USA. Die Riesenräder wurden von demselben Initiator geplant wie der Singapore Flyer. Die Fertigstellung wurde für 2010 angestrebt. Bislang ist aber keines dieser Projekte verwirklicht worden, und die Betreibergesellschaft, ein geschlossener Fonds namens Global View, ging in die Insolvenz.
| Name                | Durchmesser | Höhe    | Baujahr                  | Land        | Ort      | Bemerkungen |
| ------------------- | ----------- | ------- | ------------------------ | ----------- | -------- | --- |
| Great Beijing Wheel | ?           | (208 m) | Bau 2010 eingestellt     | China       | Peking   | Orientierte sich am London Eye |
| New York Wheel      | ?           | (190 m) | Projekt 2018 eingestellt | USA         | New York | Das Stadtparlament hatte im November 2013 grünes Licht für ein – dann weltgrößtes – Riesenrad mit 190 m Höhe gegeben, die Eröffnung war für 2016 geplant. Am 23. Oktober 2018 wurde nach Steigerungen der geplanten Kosten und Gerichtsstreitigkeiten unter möglichen Investoren von den Planern das Abgehen vom Projekt erklärt. |
| Great Berlin Wheel  | (165 m)     | (175 m) | Projekt 2010 eingestellt | Deutschland | Berlin   | Nach Veruntreuung von Investorengeldern und staatsanwaltlichen Ermittlungen Projekt eingestellt. → Details im Hauptartikel. |

## Liste der größten Riesenräder der Welt
Wie schon beim Ferris Wheel spielt auch beim heutigen Wettlauf um das größte Riesenrad der Welt der Ausdruck von wirtschaftlichem Erfolg und Macht eine Rolle. Der Kampf um das größte Riesenrad ähnelt damit dem um den höchsten Wolkenkratzer. Nachfolgend sind die größten jemals gebauten Riesenräder aufgelistet.
| Name                                 | Durchmesser | Höhe  | Baujahr | Land                         | Ort                      | Bemerkungen |
| ------------------------------------ | ----------- | ----- | ------- | ---------------------------- | ------------------------ | --- |
| Ain Dubai                            | 250 m       | 260 m | 2021    | Vereinigte Arabische Emirate | Dubai                    | Größtes Riesenrad der Welt. Wurde am 21. Oktober 2021 eröffnet. Sollte ursprünglich zeitgleich zur Expo2020 eröffnen. |
| The High Roller                      | 158 m       | 167 m | 2013    | USA                          | Las Vegas                | Baubeginn Ende 2011, Eröffnung am 31. März 2014; 140 Millionen Euro Baukosten |
| Singapore Flyer                      | 150 m       | 165 m | 2008    | Singapur                     | Singapur                 | |
| Stern von Nanchang                   | 153 m       | 160 m | 2006    | China                        | Nanchang                 | |
| Skyvue                               | ?           | 152 m | 2013    | USA                          | Las Vegas                | Projekt eingestellt |
| Sonne von Moskau                     | ?           | 140 m | 2022    | Russland                     | Moskau                   | derzeit größtes Riesenrad in Europa; war am ersten Tag schon defekt und hat auch an den auf die Eröffnung am 11. September 2022 folgenden zwei Tagen keine Menschen transportiert. |
| London Eye                           | 120 m       | 135 m | 2000    | Vereinigtes Königreich       | London                   | Am 10. Oktober 1999 wurde die Konstruktion nach einem vorangegangenen, gescheiterten Versuch einen Monat zuvor erfolgreich aufgerichtet. Die Eröffnung für Besucher verzögerte sich wegen technischer Probleme sogar bis zum 9. März 2000. |
| The Wheel at ICON Park               | 119 m       | 122 m | 2015    | USA                          | Orlando, Florida         | Ehemals Orlando Eye genannt. Dieses Aussichtsrad sollte an der Schnittstelle der wichtigsten Verkehrsachsen Orlandos in unmittelbarer Nachbarschaft des Convention Centers, des Universal Studios Themen-Parks, des Sea World Aquariums sowie von Walt Disney World gebaut werden. Die frühe Planungsphase begann Anfang 2011. Mit der kompletten Fertigstellung des 425 ft (130 m) hohen Riesenrads wurde zunächst für Sommer 2014 gerechnet, aber nach dem Baubeginn Anfang 2013 wurde der Termin auf November 2014 verschoben. Es wurde am 4. Mai 2015 offiziell eröffnet, der erste Passagier war bereits am 29. April gefahren. |
| Melbourne Star                       | ?           | 120 m | 2008    | Australien                   | Melbourne                | |
| Changshar Riesenrad                  | 098 m       | 120 m | 2004    | China                        | Changsha                 | |
| Zhengzhouer Riesenrad                | ?           | 120 m | 2003    | China                        | Zhengzhou                | |
| Tianjin Eye                          | ?           | 120 m | 2007    | China                        | Tianjin                  | Riesenrad ist über eine Brücke gebaut |
| Sky Dream Fukuoka                    | 112 m       | 120 m | 2002    | Japan                        | Fukuoka                  | |
| Diamond and Flower Ferris Wheel      | 111 m       | 117 m | 2005    | Japan                        | Tokio, Kasai Rinkai Park | |
| Star of Taihu Lake                   | 107 m       | 115 m | 2008    | China                        | Wuxi, Jiangsu            | 384 Sitzplätze (64 × 6) |
| Daikanransha                         | 100 m       | 115 m | 1999    | Japan                        | Tokio, Odaiba            | |
| Cosmo Clock 21                       | 100 m       | 113 m | 1999    | Japan                        | Yokohama                 | |
| Harbin Riesenrad                     | ?           | 110 m | 2003    | China                        | Harbin                   | |
| Tempozan Harbor Village Ferris Wheel | ?           | 112 m | 1997    | Japan                        | Osaka                    | |
| HEP 5                                | ?           | 106 m | 1998    | Japan                        | Osaka                    | |
| Space Eye                            | ?           | 100 m | ?       | Japan                        | Kita-Kyushu              | |
| Great Wheel                          | 082,3 m     | 094 m | 1895    | Vereinigtes Königreich       | London                   | Anlässlich der Empire of India Exhibition |
| Technocosmos                         | ?           | 085 m | 1985    | Japan                        | Tsukuba                  | Anlässlich der Expo ’85 errichtet, 1986 nach Osaka (Expoland) verlegt und in Technostar umbenannt, 2009 abgerissen |
| Riesenrad von Lazarevskoe            | 080 m       | 083 m | 2002    | Russland                     | Lazarevskoe              | |
| Pariser Riesenrad                    | 100 m       | ?     | 1900    | Frankreich                   | Paris                    | 1900 für die Weltausstellung in Paris errichtet, 1937 abgerissen |
| Riesenrad Blackpool                  | ?           | 067 m | 1896    | Vereinigtes Königreich       | Blackpool                | Durch die Betreibergesellschaft der Winter Gardens initiiert und 1926 abgerissen. |

## Liste der transportablen Riesenräder in Deutschland
| Name                                | Schausteller/Ort                   | Hersteller         | Höhe    | Anzahl Gondeln   | Anzahl Speichen | Premierenort / -Jahr                                  | Bild                      | Bemerkungen                                                                                    |
| ----------------------------------- | ---------------------------------- | ------------------ | ------- | ---------------- | --------------- | ----------------------------------------------------- | ------------------------- | ---------------------------------------------------------------------------------------------- |
| Alte Liebe                          | Schneider (Kaiserslautern)         | Schwarzkopf (D)    | 20 m    | 16 à 6 Personen  | 16              | ? / 1973                                              |                           |                                                                                                |
| Around The World                    | Cornelius / Wallenhorst            | Mondial (NL)       | 42 m    | 36 à 6 Personen  | 18              | Brockum / 1997                                        |                           |                                                                                                |
| Bellevue                            | Oscar Bruch jr. / Düsseldorf       | Nauta-Bussink (NL) | 53 m    | 42 à 6 Personen  | 21              | Freiburg / 1994                                       |                           |                                                                                                |
| Caesar’s Wheel                      | Landwermann-Henschel / Asendorf    | Mondial (NL)       | 32 m    | 26 à 6 Personen  | 26              |                                                       |                           | Spezialgondel für Rollstuhlfahrer                                                              |
| City Star                           | Göbel / Worms                      | Mondial (NL)       | 65 m    | 48 à 6 Personen  | 24              | London Winter Wonderland/2019                         |                           | Größtes mobiles Riesenrad der Welt, klimatisierte und beheizbare Gondeln                       |
| Colossus                            | Göbel / Worms                      | Mondial (NL)       | 32 m    | 26 à 6 Personen  | 26              |                                                       |                           |                                                                                                |
| Europa Rad                          | Willi Kipp / Bonn                  | Nauta-Bussink (NL) | 53 m    | 42 à 6 Personen  | 42              | Aachen / 1992                                         |                           | Laut Betreiber derzeit größtes transportables Riesenrad mit offenen, drehbaren Gondeln         |
| Europa-Rad                          | Sascha Hanstein                    | Nauta-Bussink (NL) | 32 m    | 24 à 6 Personen  | 24              |                                                       |                           |                                                                                                |
| Europa-Rad                          | Schieck                            | Nauta-Bussink (NL) | 32 m    | 24 à 6 Personen  | 24              |                                                       |                           |                                                                                                |
| Sky Lounge Wheel                    | Oscar Bruch jr. / Düsseldorf       | Gerstlauer (D)     | 56,70 m | 40 à 8 Personen  | 20              | Weltausstellung Hannover / 2000                       |                           |                                                                                                |
| Grand Soleil                        | Göbel / Worms                      | Mondial (NL)       | 42 m    | 36 à 6 Personen  | 18              | Mainz / 2017                                          |                           |                                                                                                |
| Golden Wheel                        | Jost / Worms                       | Nauta-Bussink (NL) | 32 m    | 24 à 6 Personen  | 24              | 1990                                                  |                           |                                                                                                |
| Hanse Rad                           | Katrin Geisler, Bentwisch          | Ride Technic (CZ)  | 32 m    | 24 à 4 Personen  | 24              | 2017                                                  |                           |                                                                                                |
| Jupiter                             | Barth & Kipp / Bonn                | Nauta-Bussink (NL) | 43 m    | 36 à 6 Personen  | 36              | 1993                                                  |                           |                                                                                                |
| Juwel                               | Göbel / Worms                      | Nauta-Bussink (NL) | 38 m    | 30 à 6 Personen  | 30              | 1998                                                  |                           |                                                                                                |
| La Noria Gigante „Der weisse Riese“ | Daniel Hayek Jun. Bremen           | Lamberink (NL)     | 50 m    | 36 à 6 Personen  | 36              | 2022 Grossenbrode Ostsee                              |                           | 2 Vip Gondeln, 1 mit Gläschen, 1 Rollstuhlgondel, Über 1KM LED Licht„Show“anlage               |
| Liberty Wheel                       | Robert Gormanns / Rostock          | Mondial (NL)       | 32 m    | 26 à 6 Personen  | 26              |                                                       |                           |                                                                                                |
| Lounge 360 Grad                     | Sascha Hanstein / Bremen           | Lamberink (NL)     | 32 m    | 24 à 6 Personen  | 24              | 2017 / Southside Festival                             |                           | Am 17. August 2024 gerieten auf dem Highfield-Festival zwei Gondeln in Brand                   |
| Luftikus                            |                                    | Johann Agtsch (D)  | 15 m    | 10 à 4 Personen  | 10              |                                                       |                           |                                                                                                |
| Mon Amour                           | FTE Ahrend / Hannover              | Mondial (NL)       | 42 m    | 32 à 6 Personen  | 16              | 1990                                                  |                           |                                                                                                |
| Movie Star                          | Landwermann-Henschel / Asendorf    | Mondial (NL)       | 32 m    | 26 à 6 Personen  | 26              | Pinneberg / 2005                                      |                           |                                                                                                |
| Movie Star 2                        | Landwermann-Henschel / Asendorf    | Mondial (NL)       | 42 m    | 36 à 6 Personen  | 18              | Münster / 2020                                        |                           |                                                                                                |
| Oktoberfest Riesenrad               | Heinrich Willenborg / München      | Schwarzkopf (D)    | 50 m    | 40 à 10 Personen | 20              | Oktoberfest München / 1979                            |                           | 1979 Größtes transportables Riesenrad der Welt, 2 Spezialgondeln für Rollstuhlfahrer           |
| Original Berliner Riesenrad         | Lorenz / Berlin                    | Mondial (NL)       | 32 m    | 26 à 6 Personen  | 26              | Potsdam / 1993                                        |                           |                                                                                                |
| Orion 2 Das Frankenrad              | Drliczek, Michael / Fürth          | Popp (D)           | 32 m    | 18 à 4 Personen  | 18              | Nürnberg Frühlingsfest / 1985                         |                           | Das Riesenrad steht auf nur einem Mast.                                                        |
| Orion 3                             | Drliczek, Robert / Fürth           | Popp (D)           | 32 m    | 16 à 4 Personen  | 16              | Deggendorfer Frühlingsfest / 1994                     |                           | Montage ohne Kran                                                                              |
| Osnabrücker Rad                     | Ronny Cornelius / Wallenhorst      | Mondial (NL)       | 38 m    | 24 à 6 Personen  | 26              | Osnabrück / Maiwoche 2022                             |                           |                                                                                                |
| Riesenrad                           | Robert Gormanns / Rostock          | Mondial (NL)       | 32 m    | 26 à 6 Personen  | 26              | (F) / 2016                                            |                           |                                                                                                |
| Roue Paris                          | Burghard-Kleuser / Dortmund        | Mondial (NL)       | 32 m    | 26 à 6 Personen  | 26              | Dortmund / Ostern 1989                                |                           |                                                                                                |
| Roue Parisienne                     | Burghard-Kleuser / Dortmund        | Mondial (NL)       | 42 m    | 36 à 6 Personen  | 18              |                                                       |                           | Spezialgondel für Rollstuhlfahrer                                                              |
| Mein Rad                            | Patrick Greier / Schneverdingen    | Kocks (D)          | 59,76 m | 42 à 10 Personen | 14              | Hannover / 1980; Redesign 2010: LEDs statt Glühbirnen |                           | Von 1980 bis 2012 größtes transportables Riesenrad der Welt; Spezialgondel für Rollstuhlfahrer |
| Riesenrad                           | Wilhelm & Söhne / Hannover         | Vekoma (NL)        | 43 m    | 36 à 6 Personen  | 36              | 1987                                                  | Riesenrad Wilhelm & Söhne | Fotografiert auf dem Wolfsburger Schützenfest 2019                                             |
| Riesenrad                           | Otto Barth / Schlangenbad          | Mondial (NL)       | 42 m    | 32 à 6 Personen  | 16              | 1990                                                  |                           |                                                                                                |
| Riesenrad                           | Wingender / Mayen                  | Lamberink (NL)     | 32 m    | 24 à 6 Personen  | 24              | 2019                                                  |                           |                                                                                                |
| Schuberts Riesenrad                 | Schubert / Dresden                 | Nauta-Bussink (NL) | 32 m    | 24 à 6 Personen  | 24              | 199?                                                  |                           |                                                                                                |
| SKY 55                              | Gebrüder Boos / Magdeburg          | Fabbri (I)         | 53 m    | 42 à 6 Personen  | 21              | Stettin (Polen) / 2019                                |                           |                                                                                                |
| Star of Berlin                      | Lorenz / Berlin                    | Mondial (NL)       | 32 m    | 26 à 6 Personen  | 26              | Warnemünde / 1998                                     |                           |                                                                                                |
| Sylter Rad                          | Rico Rasch / Heide                 | Ride Technic (CZ)  | 32 m    | 24 à 6 Personen  | 24              | Sylt / 2017                                           |                           |                                                                                                |
| Wheel of Circus                     | Sperlich / Elster/Elbe             | Technical Park (I) | 30 m    | 20 à 6 Personen  | 20              | Jessen / 2011                                         |                           |                                                                                                |
| Wheel Of City 1                     | Janßen & Becker / Stuttgart        | Lamberink (NL)     | 32 m    | 24 à 6 Personen  | 24              | 2018 / Berlin                                         |                           |                                                                                                |
| Wheel Of City 2                     | Janßen & Becker / Stuttgart        | Lamberink (NL)     | 32 m    | 24 à 6 Personen  | 24              | 2020                                                  |                           |                                                                                                |
| Wheel of Vision                     | Oscar Bruch jr. / Düsseldorf       | Nauta-Bussink (NL) | 53 m    | 42 à 8 Personen  | 21              | Brisbane / 2004                                       |                           |                                                                                                |
| White Star 1                        | Göbel / Worms                      | Nauta-Bussink (NL) | 32 m    | 24 à 6 Personen  | 24              | 199?                                                  |                           |                                                                                                |
| White Star 2                        | Göbel / Worms                      | Mondial (NL)       | 32 m    | 26 à 6 Personen  | 26              | Göppingen Maientag / 2017                             |                           |                                                                                                |
| White Star 3                        | Göbel / Worms                      | Mondial (NL)       | 42 m    | 36 à 6 Personen  | 18              | Debrecen / 2018                                       |                           |                                                                                                |
| White Wheel                         | Sebastian Küchenmeister (Dortmund) | Technical Park (I) | 38 m    | 24 à 6 Personen  | 12              | ? / 2021                                              |                           |                                                                                                |
| Willenborg Riesenrad 24             | Heinrich Willenborg / München      | Gerstlauer (D)     | 45 m    | 24 à 8 Personen  | 12              | Leipzig / 2020                                        |                           | 2 Spezialgondeln für Rollstuhlfahrer                                                           |
| Willenborg Riesenrad 36             | Heinrich Willenborg / München      | Gerstlauer (D)     | 50 m    | 36 à 6 Personen  | 18              | Lippstadter Herbstwoche / 1997                        |                           | 2 Spezialgondeln für Rollstuhlfahrer                                                           |

## Liste der stationären Riesenräder in Deutschland und Österreich
Auflistung aller stationären Riesenräder in Deutschland und Österreich. Große Freizeitparks besitzen nicht immer ein Riesenrad; als zentrales Panoramafahrgeschäft wird meist ein Gyro-Tower verwendet. In der Schweiz ist derzeit kein stationäres Riesenrad aufgebaut.

### Deutschland
| Name                                                | Ort                 | Jahr der Fertigstellung | Durchmesser | Bild | Bemerkungen                                                                                               |
| --------------------------------------------------- | ------------------- | ----------------------- | ----------- | ---- | --- |
| Great Berlin Wheel                                  | Berlin              | (Bau eingestellt)       | 175 m       |      | Projekt eingestellt                                                                                       |
| Umadum                                              | München             | 2019                    | 74 m        |      | Name bis Juli 2020 Hi-Sky                                                                                 |
| Eye55 in der Neuen Mitte Oberhausen                 | Oberhausen          | 2019                    | 55m         |      | |
| Riesenrad Spreepark                                 | Berlin              | 1989                    | 45 m        |      | nicht mehr in Betrieb                                                                                     |
| Fort Fun Abenteuerland Big Wheel                    | Bestwig             | 1992                    | 44 m        |      | |
| Riesenrad Skyline Park                              | Bad Wörishofen      | 2002                    | 40 m        |      | |
| Riesenrad Traumland Freizeitpark auf der Bärenhöhle | Sonnenbühl          | 1992                    | 40 m        |      | Höchstgelegendes Riesenrad Europas. Steht auf einem 816 Meter hohen Berg. Sicht bis zu den Alpen möglich. |
| Puto Moto Serengeti Park                            | Hodenhagen          | 1992                    | 33 m        |      | |
| Riesenrad Fränkisches Wunderland                    | Plech               | 2001                    |             |      | nicht mehr in Betrieb                                                                                     |
| Riesenrad Schwabenpark                              | Kaisersbach         | 1978                    | 8 m         |      | |
| Riesenrad Erse-Park                                 | Uetze               | 1898                    |             |      | |
| Riesenrad Churpfalzpark                             | Loifling            |                         |             |      | |
| Riesenrad Magic Park Verden                         | Verden              | 1960                    | 22 m        |      | |
| Santa Monica Wheel Movie Park Germany               | Bottrop-Kirchhellen | 2007                    | 20 m        |      | |
| Riesenrad Jaderpark                                 | Jaderberg           | 1996                    |             |      | |
| Voyage 1893 Geiselwind                              | Geiselwind          | 1992                    | 14 m        |      | von 1992 bis 2007 im Panorama-Park Sauerland Wildpark seit 2009 wurde das Riesenrad im Park aufgebaut.    |
| Russische Schaukel Hansa-Park                       | Sierksdorf          |                         |             |      | nicht mehr in Betrieb                                                                                     |
| Gondelrad Hansa-Park                                | Sierksdorf          |                         |             |      | nicht mehr in Betrieb                                                                                     |
| Riesenrad Freizeitpark Schloss Beck                 | Bottrop             |                         |             |      | |
| Bolles Riesenrad Phantasialand                      | Brühl               | 2009                    |             |      | |
| Ferris Wheel Wunderland Kalkar                      | Kalkar              | 2001                    |             |      | |
| Western-Riesenrad Heide-Park                        | Soltau              | 2009                    | 10 m        |      | |
| Mini-Riesenrad Magic Park Verden                    | Verden              |                         |             |      | |
| Kleines Riesenrad Serengeti Park                    | Hodenhagen          | 1980                    | 20 m        |      | nicht mehr existierend; wurde 1995 geschlossen und abgebaut                                               |
| Dampf-Riesenrad Rasti-Land                          | Salzhemmendorf      | 1995                    | 5 m         |      | |

### Österreich
| Name                           | Ort  | Jahr der Fertigstellung | Durchmesser | Bild | Bemerkungen |
| ------------------------------ | ---- | ----------------------- | ----------- | ---- | ----------- |
| Wiener Riesenrad               | Wien | 1897                    | 60,96 m     |      |             |
| Blumenrad im Wiener Prater     | Wien | 1993                    | 45 m        |      |             |
| Riesenrad im Böhmischen Prater | Wien | 1988                    | 21,5 m      |      |             |

## Brand eines Riesenrads 2024
Ein Riesenrad beim Highfield-Musikfestival bei Leipzig fing am 17. August 2024 Feuer. Material unter dem Riesenrad brannte und entzündete 2 Gondeln, die sich drehten. Später standen diese fast am höchsten Punkt des Rads. 65 Personen wurden, nicht lebensbedrohlich, verletzt.

## Trivia
Ein ähnliches Erlebnis wie ein vertikales Riesenrad bietet das sich fast horizontal drehende, seilgetriebene Skywalk-Fahrgeschäft auf dem Canton-Tower-Fernseh- und Aussichtsturm im chinesischen Guangzhou. Das Fahrgeschäft hat an der Oberkante des Torsos des Turms eine kreisförmige, etwa 10–15° gegen die Horizontale geneigte Bahn mit 16 Gondeln in gleichmäßigem Abstand darauf. Diese bewegen sich seilgetrieben in bis zu 455 m Höhe über Grund und bieten schwindelerregenden Ausblick.